# Bezirksklasse Pommern 1937/38
De Bezirksklasse Pommern 1937/38 was het vijfde voetbalkampioenschap van de Bezirksklasse Pommern, het tweede niveau onder de Gauliga Pommern. Voor dit seizoen werd de competitie hervormd. De zes Bezirksklassen werden herleid naar vier reeksen met wel meer deelnemers per reeks dan de voorgaande jaren. De kampioenen van elke reeks namen deel aan de eindronde om te promoveren naar de Gauliga. 

## Bezirksklasse

### Grenzmark
| Plaats | Club                     | Wed. | W  | G | V  | Saldo | Ptn.  |
| ------ | ------------------------ | ---- | -- | - | -- | ----- | ----- |
| 1.     | FC Viktoria Schneidemühl | 16   | 11 | 1 | 4  | 35:19 | 23:09 |
| 2.     | SV Hertha Schneidemühl   | 16   | 11 | 1 | 4  | 41:23 | 23:09 |
| 3.     | MSV Lützow Deutsch Krone | 16   | 6  | 5 | 5  | 31:20 | 17:15 |
| 4.     | SC Germania Neustettin   | 16   | 7  | 3 | 6  | 40:35 | 17:15 |
| 5.     | SV Hellas Schönlanke     | 16   | 7  | 2 | 7  | 29:32 | 16:16 |
| 6.     | MSV Schneidemühl         | 16   | 7  | 1 | 8  | 26:35 | 15:17 |
| 7.     | SC Erika Schneidemühl    | 16   | 5  | 3 | 8  | 21:28 | 13:19 |
| 8.     | Dramburger SV 1913       | 16   | 5  | 3 | 8  | 27:39 | 13:19 |
| 9.     | SV Preußen Flatow        | 16   | 3  | 1 | 12 | 29:48 | 07:25 |

|  | Geplaatst voor promotie-eindronde |
|  | Degradatie                        |

### Mitte
| Plaats | Club                         | Wed. | W  | G | V  | Saldo | Ptn.  |
| ------ | ---------------------------- | ---- | -- | - | -- | ----- | ----- |
| 1.     | SV Nordring Stettin          | 19   | 16 | 3 | 0  | 85:13 | 35:03 |
| 2.     | SC Labes                     | 20   | 11 | 1 | 8  | 59:40 | 23:17 |
| 3.     | MSV Keith-Gneisenau Stargard | 20   | 11 | 0 | 9  | 56:42 | 22:18 |
| 4.     | SV Schivelbein               | 20   | 10 | 2 | 8  | 48:47 | 22:18 |
| 5.     | Züllchower SC                | 20   | 10 | 2 | 8  | 56:58 | 22:18 |
| 6.     | SC Viktoria Stargard         | 20   | 9  | 3 | 8  | 44:50 | 21:19 |
| 7.     | TSV Stettin 1894             | 20   | 9  | 2 | 9  | 46:51 | 20:20 |
| 8.     | SC Plathe 1920               | 20   | 6  | 4 | 10 | 28:36 | 16:24 |
| 9.     | SC Comet Stettin             | 20   | 6  | 2 | 12 | 30:50 | 14:26 |
| 10.    | SC Blücher Gollnow           | 20   | 5  | 2 | 13 | 30:64 | 12:28 |
| 11.    | Stargarder SC                | 19   | 5  | 1 | 13 | 23:54 | 11:27 |

|  | Geplaatst voor promotie-eindronde |
|  | Degradatie                        |

### Ost
| Plaats | Club                 | Wed.           | W              | G              | V              | Saldo          | Ptn.           |
| ------ | -------------------- | -------------- | -------------- | -------------- | -------------- | -------------- | -------------- |
| 1.     | MSV Hubertus Kolberg | 18             | 14             | 1              | 3              | 75:28          | 29:07          |
| 2.     | RTSV Stolp           | 18             | 10             | 1              | 7              | 41:37          | 21:15          |
| 3.     | VfB 1911 Belgard     | 18             | 8              | 4              | 6              | 64:44          | 20:16          |
| 4.     | SV Preußen Köslin    | 18             | 9              | 2              | 7              | 37:31          | 20:16          |
| 5.     | SV Sturm Lauenburg   | 19             | 8              | 6              | 5              | 30:32          | 22:16          |
| 6.     | Kösliner SV Phönix   | 18             | 7              | 3              | 8              | 32:40          | 17:19          |
| 7.     | SV Fortuna Stolp     | 18             | 6              | 4              | 8              | 37:42          | 16:20          |
| 8.     | SV Viktoria Kolberg  | 18             | 5              | 6              | 7              | 35:40          | 16:20          |
| 9.     | SV 1910 Kolberg      | 18             | 6              | 1              | 11             | 30:42          | 13:23          |
| 10.    | RSV Pfeil Schlawe    | 18             | 3              | 2              | 13             | 22:67          | 08:28          |
| 11.    | MSV Blücher Stolp    | Teruggetrokken | Teruggetrokken | Teruggetrokken | Teruggetrokken | Teruggetrokken | Teruggetrokken |

MSV Blücher Stolp trok zich in januari 1938 terug. Alle reeds gespeelde wedstrijden werden geschrapt.
|  | Geplaatst voor promotie-eindronde |
|  | Degradatie                        |

### West
| Plaats | Club                           | Wed. | W  | G | V  | Saldo | Ptn.  |
| ------ | ------------------------------ | ---- | -- | - | -- | ----- | ----- |
| 1.     | LSV Pütnitz                    | 20   | 14 | 3 | 3  | 81:39 | 31:09 |
| 2.     | VfL Stettin                    | 20   | 14 | 2 | 4  | 76:25 | 30:10 |
| 3.     | RTSV Stettin                   | 20   | 11 | 5 | 4  | 67:35 | 27:13 |
| 4.     | Stralsunder SV Reichspost 1907 | 20   | 12 | 2 | 6  | 57:38 | 26:14 |
| 5.     | VfB-Reichspost Stettin 08      | 20   | 11 | 3 | 6  | 65:42 | 25:15 |
| 6.     | TSV 1860 Stralsund             | 20   | 8  | 3 | 9  | 53:52 | 19:21 |
| 7.     | TSV 1861 Swinemünde            | 20   | 8  | 0 | 12 | 41:65 | 16:24 |
| 8.     | RTSV Germania Stralsund        | 20   | 6  | 2 | 12 | 34:59 | 14:26 |
| 9.     | SC Blücher Stettin             | 20   | 3  | 6 | 11 | 34:41 | 12:28 |
| 10.    | BSG Siemens Pasewalk           | 20   | 4  | 4 | 12 | 22:70 | 12:28 |
| 11.    | Greifswalder TB 1860           | 20   | 3  | 2 | 15 | 21:85 | 08:32 |

- Stralsunder SV 07 wijzigde de naam in Stralsunder SV Reichspost 1907
- Swinemünder SC fuseerde met TV Swinemünde en Kraft-SV Germania Swinemünde
- SC Preußen Greifswald sloot zich als voetbalafdeling van Greifswalder TB 1860 aan

|  | Geplaatst voor promotie-eindronde |
|  | Degradatie                        |

## Promotie-Degradatie eindronde
| Plaats | Club                     | Wed.           | W              | G              | V              | Saldo          | Ptn.           |
| ------ | ------------------------ | -------------- | -------------- | -------------- | -------------- | -------------- | -------------- |
| 1.     | LSV Pütnitz              | 4              | 2              | 1              | 1              | 09:05          | 05:03          |
| 2.     | SV Nordring Stettin      | 4              | 1              | 2              | 1              | 04:07          | 04:04          |
| 3.     | HSV Hubertus Kolberg     | 4              | 1              | 1              | 2              | 05:06          | 03:05          |
| 4.     | FC Viktoria Schneidemühl | Teruggetrokken | Teruggetrokken | Teruggetrokken | Teruggetrokken | Teruggetrokken | Teruggetrokken |

|  | Promotie naar Gauliga Pommern 1938/39 |